# Мовзен-де-Сент-Круа
Мовзе́н-де-Сент-Круа́ (фр. Mauvezin-de-Sainte-Croix) — коммуна во Франции, находится в регионе Юг — Пиренеи. Департамент коммуны — Арьеж. Входит в состав кантона Сент-Круа-Вольвестр. Округ коммуны — Сен-Жирон.
Код INSEE коммуны — 09184.

## Население
Население коммуны на 2008 год составляло 43 человека.
| 1962 | 1968 | 1975 | 1982 | 1990 | 1999 | 2008 |
| ---- | ---- | ---- | ---- | ---- | ---- | ---- |
| 26   | 46   | 49   | 55   | 45   | 48   | 43   |

## Экономика
В 2007 году среди 28 человек в трудоспособном возрасте (15—64 лет) 21 были экономически активными, 7 — неактивными (показатель активности — 75,0 %, в 1999 году было 75,0 %). Из 21 активных работали 20 человек (12 мужчин и 8 женщин), безработной была 1 женщина. Среди 7 неактивных 3 человека были пенсионерами, 4 были неактивными по другим причинам.